# Pictorium koperbergi
Pictorium koperbergi is een slakkensoort uit de familie van de Cerithiidae. De wetenschappelijke naam van de soort is voor het eerst geldig gepubliceerd in 1907 door Schepman als Cerithium koperbergi.